# Francis Vinton Greene

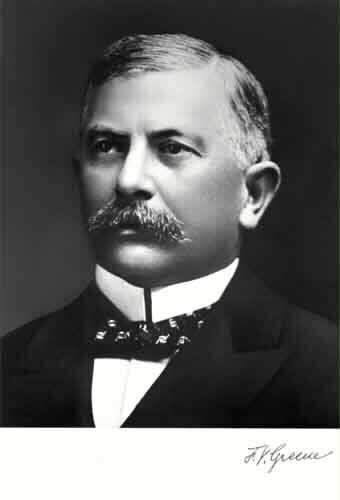
Francis Vinton Greene

Francis Vinton Greene (* 27. Juni 1850 in Providence, Rhode Island; † 13. Mai 1921 in New York City) war ein hochrangiger Offizier der United States Army und Autor verschiedener Bücher über militärische Themen. Er diente u. a. im Feldzug Russlands gegen die Türkei und im Spanisch-Amerikanischen Krieg. Die Familie Greene, aus der er stammte, prägte bereits seit Generationen die militärische Geschichte der Vereinigten Staaten.

## Private Biographie
Francis V. Greene wurde am 27. Juni 1850 in Providence im US-Bundesstaat Rhode Island geboren. Greene’s Familie hatte zu dieser Zeit bereits einen herausragenden Platz in der amerikanischen Militärgeschichte inne. Sein Vater George S. Greene war General während des amerikanischen Bürgerkriegs und berühmt durch seine Verteidigung des Culp Hügels bei der Schlacht von Gettysburg. Sein älterer Bruder Samuel D. Greene, war der verantwortliche Offizier auf der Monitor während der Schlacht von Hampton Roads.
Er heiratete am 25. Februar 1870 seine Frau Belle Eugenie Chevallie.

## Militärische Laufbahn
Der militärischen Tradition seiner Familie folgend, besuchte er die United States Military Academy in West Point (New York) und schloss sein Studium im Jahre 1870 ab.
Seinen Armeedienst begann er am 15. Juni 1870 als zweiter Leutnant bei der US-Artillerie, ehe er 1872 zu den United States Army Corps of Engineers (US-Armeekorp der (Bau)ingenieure) wechselte. Danach diente er zwischen 1872 und 1876 bei der Internationalen Kommission zur Vermessung der nördlichen Grenze der Vereinigten Staaten als astronomischer Assistent und Landvermesser.
Von 1877 bis 1879 arbeitete er für das Kriegsministeriums und wurde in dieser Funktion als Militärattaché zu einer US-Gesandtschaft nach Sankt Petersburg berufen. In Zusammenhang mit dieser Mission kam er in den Dienst der russischen Armee und beteiligte sich am Krieg Russlands gegen die Türkei. Dabei nahm er in den Schlachten von Schipka, Plevnia, Sophia, Phillipopolis und anderen weniger bedeutenden Gefechten teil. Für seine Verdienste wurde er vom russischen Zar mit den Ehrenmedialen von St. Vladimir und St. Anne bedacht.
Nach seiner Rückkehr in die Vereinigten Staaten arbeitete er von 1879 bis 1885 als ziviler Ingenieur für die Stadt Washington, D.C. und hielt Vorlesungen als Professor für Artillerie in West Point, bevor er am 31. Dezember 1886 zum Militär zurückkehrte.
Als der Spanisch-Amerikanische Krieg ausbrach, kam er zur 7. New York Infanterie und wurde schnell zum Brigadegeneral der Freiwilligenarmee ernannt. Er kommandierte die 2. Philippine Expeditionary Force (das Philippinische Expeditionskorp), welches später zur 2. Division des VIII Korps umorganisiert wurde.
Greene spielte eine entscheidende Rolle bei der Eroberung der philippinischen Hauptstadt in der Schlacht um Manila. Hier nahm er zuerst Fort San Agustín in Besitz und überschritt als erster mit seinen Leuten die Stadtgrenze von Manila. Anschließend unterstützte er Generalmajor Wesley Merritt bei den Kapitulationsverhandlungen mit den Spaniern.
Im August 1898 wurde er schließlich in den Rang eines Generalmajors erhoben, ehe er im Februar 1899 abdankte und aus dem Militärdienst ausschied.

## Nichtmilitärische Laufbahn
Nach dem Krieg versuchte er sich in verschiedenen Aufgabenbereichen. Zeitweise war er als Abgeordneter der Republican National Convention tätig. Anschließend arbeitete er bis 1904 im New York City Police Department als Commissioner und war Präsident der Niagara-Lockport und der Ontario Power Company.
Er starb am 13. Mai 1921 im Alter von 70 Jahren in New York City.

## Publikationen
Zu seinen Veröffentlichungen zählen eine Reihe von Arbeiten über militärische Feldzüge wie zum Beispiel:
- The Russian Army and its Campaigns in Turkey („Die russische Armee und ihr Feldzug in der Türkei“, zwei Ausgaben, 1879).
- Army Life in Russia („Das Armeeleben in Russland“, 1881).
- The Mississippi Campaigns of the American Civil War  („Der Mississippifeldzug während des amerikanischen Bürgerkriegs“, 1882).
- Life of Nathanael Greene, Major-General in the Army of the Revolution („Das Leben von Nathanael Greene, Generalmajor in der Revolutionsarmee“, 1893)
- The Revolutionary War and the Military Policy of the United States („Der Amerikanische Unabhängigkeitskrieg und die Militärpolizei der Vereinigten Staaten“, 1911).

## Referenzen
- Schlacht von Raymond
- Arlington National Cemetery

| Personendaten    | Personendaten                                        |
| ---------------- | ---------------------------------------------------- |
| NAME             | Greene, Francis Vinton                               |
| KURZBESCHREIBUNG | US-amerikanischer Offizier und Militärschriftsteller |
| GEBURTSDATUM     | 27. Juni 1850                                        |
| GEBURTSORT       | Providence, Rhode Island                             |
| STERBEDATUM      | 13. Mai 1921                                         |
| STERBEORT        | New York City, New York                              |